# Wrap Your Arms Around Me (Agnetha Fältskog)
Wrap Your Arms Around Me è il settimo album, nonché il primo completamente in inglese da solista, della cantante Agnetha Fältskog dopo lo scioglimento degli ABBA. Prodotto da Mike Chapman, venne registrato nei mesi tra gennaio e marzo, e pubblicato il 31 maggio del 1983.

## Tracce
1. The Heat Is On – 3:53 (Florrie Palmer, Tony Ashton)
2. Can't Shake Loose – 4:21 (Russ Ballard)
3. Shame – 3:36 (David Clark Allen)
4. Stay – 3:17 (D. C. Allen)
5. Once Burned, Twice Shy – 3:42 (Dan Tyler, Richard Spady Brannan)
6. Mr. Persuasion – 2:41 (Susan Duncombe Lynch, Larry Whitman)
7. Wrap Your Arms Around Me – 5:12 (Mike Chapman, Holly Knight)
8. To Love – 3:52 (Jill Brandt, Randy Goodrum)
9. I Wish Tonight Could Last Forever – 4:12 (R. Ballard)
10. Man – 3:32 (A. Fältskog)
11. Take Good Care of Your Children – 3:43 (Tomas Ledin)
12. Stand by My Side – 4:15 (Guido e Maurizio De Angelis, David Cowles)

### Bonus track 2005
1. Never Again (feat. Tomas Ledin) – 3:54 (T. Ledin)
2. It's So Nice to Be Rich (Stereo version) – 3:41 (Gunnar Svensson, Hans Alfredson)
3. P&B – 4:01 (G. Svensson, H. Alfredson)
4. The Heat Is On (Super Dance Music Mix) – 7:58 (F. Palmer, T. Ashton)
5. Ya Nunca Más (Versione spagnola di Never Again) – 3:55 (T. Ledin, Mary McCluskey, Buddy McCluskey)

## Descrizione
Il primo estratto, The Heat Is On, divenne la canzone più famosa della Fältskog negli anni '80, mentre il brano Can't shake loose fu il primo di due singoli della cantante che entrarono nella U.S. Billboard Hot 100, raggiungendo il 29º posto. La canzone Man è l'unica canzone dell'album scritta da Agnetha Fältskog, a differenza di quanto accadde nei suoi primi album da solista usciti negli anni '60, nel periodo pre-ABBA, in cui molti dei testi erano stati scritti personalmente dalla cantante.
Il brano Wrap your arms around me contiene riferimenti evidenti al brano Love's Theme composto da Barry White.

## Classifiche

### Classifiche settimanali
| Classifica (1983) | Posizione massima |
| ----------------- | ----------------- |
| Australia         | 49                |
| Germania          | 13                |
| Norvegia          | 1                 |
| Paesi Bassi       | 5                 |
| Regno Unito       | 1                 |
| Stati Uniti       | 102               |
| Svezia            | 1                 |

### Classifiche di fine anno
| Classifica (1983) | Posizione |
| ----------------- | --------- |
| Germania          | 50        |